# Operación Carlota
Operación Carlota è il nome in codice dell'operazione militare delle Forze Armate Rivoluzionarie di Cuba che a partire dal novembre 1975 intervennero in Angola per supportare il MPLA, fautore di uno stato comunista nella nuova nazione africana nata dopo la fine del colonialismo portoghese, contro i movimenti politici rivali supportati dal Sudafrica e dagli Stati Uniti.
L'intervento del numeroso corpo di spedizione cubano, aiutato dal sostegno logistico e tecnico dell'Unione Sovietica, raggiunse un brillante successo entro la primavera 1976, respingendo i sudafricani e sconfiggendo i movimenti angolani rivali del MPLA che assunse il potere. Tuttavia la guerra civile continuò ancora per molti anni, sostenuta dalle interferenze delle grandi potenze; le truppe cubane rimasero in Angola fino alla fine della guerra fredda, nel 1991.

## Storia

### Antefatti
A partire dalla fine del 1974 l'Unione Sovietica aveva intensificato i suoi aiuti al MPLA, contemporaneamente l'ammiraglio António Alva Rosa Coutinho, membro del Partito Comunista Portoghese era diventato governatore per conto del governo coloniale portoghese dell'Angola, iniziando a dare subito man forte all'MPLA a scapito degli altri movimenti di liberazione nazionale. Alla fine di aprile del 1975, come risultato delle pressioni di Moutinho e dell'MPLA, giunse in Angola sotto copertura un contingente cubano a sostegno dei rivoltosi. Nei mesi successivi sorsero numerosi campi di addestramento a Henrique de Carvalho, Salazar, Benguela e Cabinda.

### L'operazione
Le truppe cubane intervennero su richiesta del governo angolano guidato dall'MPLA di Agostinho Neto, quando le truppe sudafricane invasero da sud l'Angola in risposta agli sconfinamenti nell'Africa del Sud-Ovest sudafricana. Sia Cuba che l'Unione Sovietica avevano la ferma convinzione che le potenze occidentali non possedessero sul territorio un sufficiente dispiegamento militare che potesse contrastare l'operazione. Uno dei principali obiettivi dei cubani era sconfiggere ed eliminare militarmente l'FNLA e l'UNITA, in favore dell'MPLA.
Le forze dell'UNITA furono ben presto costrette a ritirarsi nella giungla, mentre i contingenti sudafricani e le milizie dell'FNLA furono costrette alla ritirata strategica, pur dopo una serie di vittorie tattiche. Parallelamente a questi successi militari diverse nazioni africane iniziarono a riconoscere politicamente l'MPLA. Alcuni governi furono addirittura di supporto tattico alle operazioni, come è il caso del presidente guineano Ahmed Sékou Touré. Cuba fece sbarcare nel Paese africano almeno 50 000 uomini in 15 giorni, grazie ai quali all'inizio del 1976 l'invasione dell'esercito sudafricano fu fermata. La presenza cubana andò riducendosi negli anni successivi, ma senza mai concludersi.
Nel 1987 i cubani si affiancarono nuovamente all'esercito governativo angolano, resistendo dal novembre 1987 al marzo 1988, allorché le truppe sudafricane, in appoggio alle formazioni ribelli del sud del Paese, attaccarono a Kuito Kuanavale. Alla fine i cubani si diressero verso l'Africa del Sud-Ovest (l'attuale Namibia) per tentare di accerchiare i sudafricani in ripiegamento. Nel dicembre 1988 a New York si giunse ad un accordo in base al quale cubani e sudafricani sarebbero usciti dal territorio angolano nell'arco di due anni ed avrebbero reso indipendente la Namibia. Si stima che nel corso dell'operazione morirono ca. 10'000 soldati cubani.